# Asistencia sanitaria universal

Países con una sanidad pública universal
Países con una sanidad universal
Países con sanidad pública, pero no universal
Países sin sanidad universal y pública
Desconocido

La asistencia sanitaria universal, asistencia sanitaria pública, asistencia de salud pública o sanidad pública hace referencia al acceso a asistencia sanitaria completa y la salud pública de todos los residentes de un país o región geográfica o política sin importar su capacidad económica o situación personal, esto incluye también la asistencia sanitaria universal a inmigrantes o migrantes. La asistencia sanitaria universal responde a la demanda del derecho a la salud, inscribiéndose en los derechos económicos, sociales y culturales (DESC) considerados derechos humanos de segunda generación.
Solo en el continente europeo la sanidad universal es un derecho ampliamente reconocido por la mayoría de países. Fuera de Europa está reconocida en algunos países americanos, como Canadá, Colombia, Argentina, Costa Rica, Venezuela, Ecuador, Uruguay o Cuba. También otros países de tradición europea, como Australia y Nueva Zelanda, cuentan con sistemas sanitarios universales. La asistencia sanitaria universal es prácticamente inexistente en África y Asia, salvo algunas excepciones, como Botsuana, Japón o Tailandia. A 2015, 24 países estaban desarrollando reformas para brindar asistencia sanitaria universal. En América Latina, Colombia es la nación con la Asistencia sanitaria universal más alta de la región superando el 95% de su población en el año 2019.

## Historia
La asistencia sanitaria universal se provee en la mayoría de países desarrollados, y en muchos países en desarrollo a lo largo del globo. En la década de 1880, la mayoría de alemanes obtuvieron cobertura bajo el sistema de asistencia sanitaria obligatoria adelantado por Otto von Bismarck. La primera red sanitaria general de la historia fue obra de Nikolai A. Semashko, fundador del partido bolchevique y primer comisario (ministro) de Sanidad desde 1918 hasta 1930. En su libro sobre la “Protección de la salud en la URSS”, publicado en 1934, Semashko estableció tres principios básicos que debía reunir el servicio soviético de salud: unidad en la organización, participación de la población en la totalidad del trabajo de protección de salud y medidas profilácticas, es decir, la prevención. El National Health Service del Reino Unido se estableció en 1948. Entre los sistemas universales actuales más completos están el francés, el italiano, el costarricense y el cubano. Otros ejemplos son Medicare en Australia, establecido en la década de 1970, y por el mismo nombre, Medicare de Canadá, establecido entre 1966 y 1984. El sistema universal de asistencia sanitaria contrasta con los sistemas de asistencia sanitaria en los Estados Unidos y en Sudáfrica, aunque Sudáfrica es uno de los muchos países que intentan reformar su sistema de asistencia sanitaria. El 23 de marzo de 2010, el presidente de los Estados Unidos Barack Obama promulga la Ley de Protección al Paciente y Cuidado de Salud Asequible en reforma del sistema sanitario estadounidense.
En el segundo mundo, el sistema nacional de salud de Cuba es considerado un ejemplo[¿quién?], pues provee atención médica para todas las incidencias de salud a toda la población cubana.
Algunos sistemas de asistencia sanitaria gubernamental permiten que practicantes privados provean los servicios, y otros no. En el Reino Unido, se les permite a los doctores proveer servicios por fuera del sistema gubernamental; en Canadá, algunos servicios son permitidos y otros no.
El derecho a la salud y su acceso en condiciones equiparables para toda la población se considera una condición necesaria para el logro de la igualdad social.

### Sistemas de asistencia sanitaria públicos
- En España: Sistema Nacional de Salud
- En Chile: Sistema Nacional de Servicios de Salud
- En Costa Rica: Caja Costarricense del Seguro Social
- En Reino Unido: National Health Service

### Sistemas de asistencia sanitaria mixta (pública y privada)
- En Colombia: Sistema de salud en Colombia